# سد وادي نجران

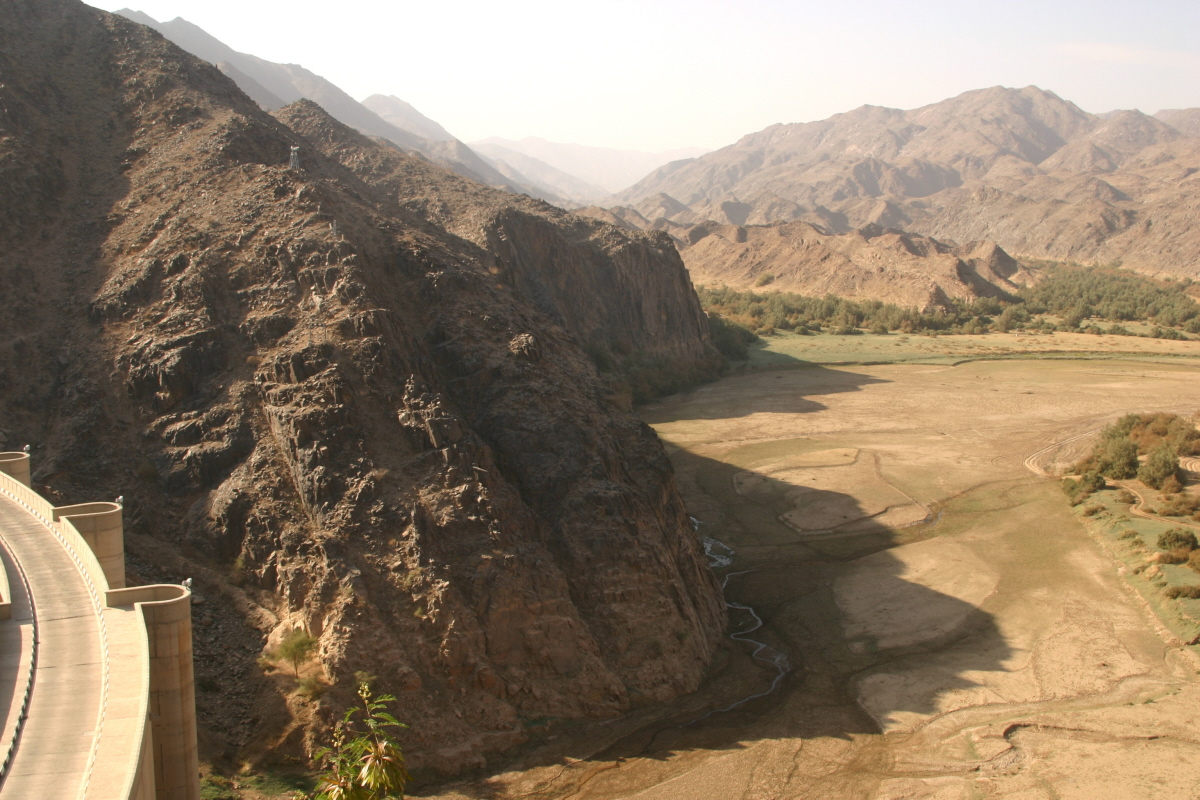
سد وادي نجران ويظهر الحاجز على اليسار

سد وادي نجران؛ هو أحد المعالم الحضارية البارزة في منطقة نجران جنوب السعودية ومن مزاراتها السياحية المشهورة.

## أهمية وادي نجران
يعتبر وادي نجران أحد أهم وأكبر الأودية في الجزيرة العربية، وتأتي روافده من جبال الحجاز والهضاب المحيطة بالمنطقة، ويمتد مسافة 180 كيلومتر إلى الشرق ابتداء من مصبه في السهول حيث ينتهي في رمال الربع الخالي. كما يبلغ متوسط عرضه في السهول 1000 متر.
ويشطر هذا الوادي مدينة نجران إلى قسمين ويحدث الأضرار الكبيرة عند جريانه، ويعتبر الوادي مصدر خير ونماء لمنطقة نجران، فهو بالإضافة إلى كونه المصدر الرئيس لتوفير المياه للمنطقة فإنه يجلب كميات كبيرة من الطمي تترسب في السهول وتغمر المزارع الواقعة على ضفتيه فتزيدها خصوبة. وتقوم الزراعة في وادي نجران على ما يتوفر في باطن الأرض من مياه تزيد وتنقص تبعاً لمواسم الأمطار. وكثيراً ما يتعرض الوادي للجفاف نتيجة قلة المطر، وقد يحدث العكس بأن تجتاح السيول والفيضانات المدمرة المزارع والممتلكات دون القدرة على كبح جماحها أو التحكم فيها والاستفادة منها. ومن هذا جاءت أهمية إقامة هذا السد الذي يعتبر أحد أكبر السدود المقامة في المملكة العربية السعودية والذي يقع على بعد 25 كيلومتر عن مدينة نجران.

## البلدات والقرى الزراعية التي يخدمها السد
يخدم هذا السد مجموعة كبيرة من البلدات والقرى الزراعية التي تقع على ضفاف وادي نجران ومن هذه البلدات والقرى : الموفجة، زور العماري، بن سلمان، الجربة، القابل، الحصين، المخضاة، البطحاء، رجلاء، دحضة، أبوغبار، عكام، العوكله، صاغر، المخلاف، المنجم، العامر، الدريب، بئر الخضراء، حائر، السلم، الأسايبة، العريسة، الغويلاء، زور وادعة، الغيضة، الصفاء، زور الحارث، شعب بران، المراطة، الشبهان، الحضن، إلى جانب العديد من المزارع الممتدة على ضفتي الوادي.

## تنفيذ المشروع
اشترك في تنفيذ إقامة هذا السد خمسة مقاولين سعوديين وفرنسيين وبرتغاليين. ونفذت المشروع إحدى الشركات المتخصصة في بناء السدود. وبلغت تكلفة السد الإجمالية 277 مليون ريال سعودي (حوالي 74 مليون دولار أمريكي). واستمر العمل في التشييد والبناء مدة ستة وثلاثين شهراً وانتهى العمل في العاشر من رمضان عام 1400 هـ الموافق 1981.
وقد صاحب المشروع أعمال حماية وتنفيذ نفق تحويلي بطول 246 متراً وبارتفاع 5 أمتار. واشتمل التنفيذ على طرفين طول أحدهما 6,5 كيلومتر ما بين السد وبلدة الموفجة، والثاني بطول 700 متر يوصل الواجهة العليا وينحدر من قمة الكتف الأيسر إلى ساحة السد العليا. وتمر الطرق عبر نفقين طول أحدهما 1500 متر والثاني بطول 400 متر وبعرض 6 أمتار وبارتفاع 5 أمتار، وإقامة جسر بطول 50 متراً على امتداد الوادي من الخرسانة المسلحة وتم حماية جانبي الوادي بطول 7,5 كيلومتر أسفل موقع السد باستعمال 37000 متر مكعب من الصخور.

## وصف السد
السد أسطواني الشكل ومقوس بنصف قطر (140) م وعرض (9.50) م وأقصى ارتفاع له من الأساسات إلى القمة (73) م وطول قمته (274) م، والجدير بالذكر أنه يحتوي على (110.000) م 3 من الخرسانة ويمر من فوقه طريق على جسر عرضه (4.5) م.
السد مبني من كتل خرسانة طول كل منها (16) م وقد روعيت الحيطة الشديدة للحد من درجة حرارة الخرسانة في وقت صبها تفاديا للتشقق. ويتم التحكم في درجة الحرارة الداخلية بضخ ماء مبرد من خلال نظام من الأنابيب قطر كل منها (25) مم مطموره في الخرسانة ولضمان تناسق وتواؤم جميع أجزاء البناء فان الفراغات بين الكتل تحقن بالضغط حتى يبرد جسم السد إلى درجة (22) درجة مئوية.
وقد تم تزويد جسم السد وأكتافه بنظام متكامل للمراقبه لقياس الانجرافات الرأسية والأفقية للسد والأساسات بواسطة بندولات معلقه واكستنتامترات مثبته في الصخور وكذلك الضغوط الواقعة على السد من كل الاتجاهات إضافة إلى قياس درجة الحرارة في أجزاء مختلفه من جسم السد ويسجل مستوى الماء العلوي في البحيرة اتوماتيكيا وكذلك كمية المياه التي يتم تصريفها من الفتحات والمخارج لإعطاء صوره واضحه عن المياه التي بتم تصريفها من بحيرة السد بدقه.
وللسد مخارج علوية وسفلية. فالمخرج العلوي قطره 2,25 مترمزود بصمام نفاث وبوابة على عجلة مثبته، ومصفاه للشوائب. أما المخارج السفلية فهي ثلاثة كل منها بقطر 2,25 متر مزودة ببوابات متحركة ومصفاة.
وزود السد بمجموعة من الطرق بلغ مجموعها 7,2 كيلومتر. وزود بنفقين بلغ طولهما 1900 متر. ولحماية المزارع على طول الوادي فقد بلغت مسافة الجوانب المحمية بالصخور 7,5 كيلومتر، إضافة إلى 7 كيلومتر من الجوانب المحمية بالسياج وتم تركيب أجهزة دقيقة في جسم السد داخل ثلاث ممرات مختلفة الارتفاعات وذلك لقياس حركة السد الأفقية والرأسية ولقياس درجات الحرارة داخل وخارج السد لدراسة مدى تأثره بدرجات الحرارة لضمان سلامة السد على المدى الطويل.
- نوع السد خرساني مقوس.
- طول السد 274 متر.
- نصف قطر السد 140 متر.
- منسوب مستوى مجرى الوادي 1320 متر فوق سطح البحر.
- منسوب مستوى القمة 1380 متر فوق سطح البحر.
- ارتفاع السد فوق الأساسيات 73 متر.
- كمية الخرسانة المستعملة في الإنشاء 110,000 متر مكعب.
- وزن حديد التسليح 1500 طن
- حجم حفريات أساس السد 101000 متر مكعب.
- طول المفيض 69 متر.
- الطاقة المصممة للتصريف 8200 متر مكعب في الثانية.
- طول السد السفلي 80 متر.
- منسوب مستوى القنطرة 1325 متر.
- منسوب مستوى الأكتاف 1341 متر.

## المعطيات الهيدرولوجية لوادي نجران
- معدل الأمطار من 50-80 ملم في السنة.
- معدل التدفق التقريبي على المدى الطويل 100 مليون متر مكعب سنوياً.
- تخزين المياه في باطن الأرض 3000 مليون متر مكعب.
- الزيادة المتوقعة في التخزين 11 مليون متر مكعب.
- المساحة الكلية للوادي 4520 كيلومتر مربع.
- مساحة بحيرة التخزين 5 كيلومتر مربع.
- الطاقة التخزينية للسد عند مستوى المفيض 86 مليون متر مكعب.
- كمية الطمي الممكن ترسبها خلف السد 1,2 مليون متر مكعب في السنة.

## وصلات خارجية
- صحيفة صوت الأخدود
- جريدة شمس